# Klauber József
Klauber József (Szolnok, 1894. augusztus 29. – Spanyolország, 1937. július 15.) a spanyol polgárháború résztvevője, péksegéd. 

## Élete
Klauber Rudolf és Geldmann Betti fia, izraelita vallású. 4 polgárit végzett. 1913-ban lépett be a szociáldemokrata pátrba, illetve a szakszervezetbe, az első világháború idején háborúellenes agitáció miatt börtönbe zárták. 1919-ben belépett a Kommunisták Magyarországi Pártjába, a kommün alatt a Vörös Hadsereg zászlóaljparancsnoka volt, a bukás után azonban lefogták, és 13 év börtönt szabtak ki rá. A szovjet-magyar fogolycsere-akció keretei között került 1924-ben a Szovjetunióba, itt a Nemzetközi Vörös Segély munkatársa volt egészen 1927-ig, amikor Odesszába került, ahol mint párttitkár működött. Ezalatt mezőgazdasági akadémiát végzett, majd egy állami gazdaságban igazgató volt. Harcolt a spanyol polgárháborúban, Willafrance de Castillo mellett halt meg.